# Harmiella
Harmiella schiapelliae es una especie de araña araneomorfa de la familia Hahniidae. Es la única especie del género monotípico Harmiella.

## Distribución
Es nativa de Brasil, en el Estado de Santa Catarina.